# Lucie Ingemann

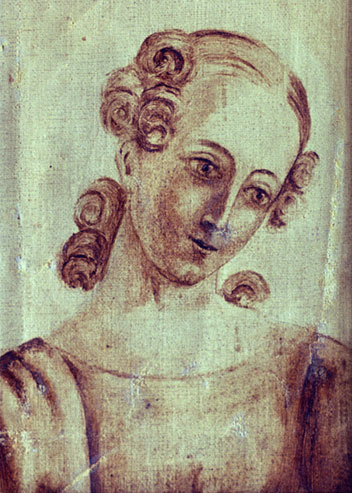
Lucie Ingemann, Selbstporträt

Lucie Maria Ingemann (* 19. Februar 1792 in Kopenhagen (Geburtsname Mandix); † 15. Januar 1868 in Sorø) war eine dänische Malerin, die für ihre großen Altartafeln mit vielen biblischen Figuren bekannt ist.

## Biografie

### Familie
Lucie Ingemann war Tochter des dänischen Volkswirtschaftlers und Beamten Jacob Mandix (18. Januar 1758 – 22. Mai 1831) und der Margaretha Elisabeth Hvistendahl (1756–1816).
1812 verlobte sie sich mit dem dänischen Dichter Bernhard Severin Ingemann. Sie heirateten im Juli 1822. Bernhard Severing Ingemann unterstützte die Malerei seiner Frau, zu der Zeit ein ungewöhnlicher Respekt seiner Frau gegenüber. Sie lebten in Sorø, die Ehe blieb kinderlos. Das Paar interessierte sich für Kunst, Poesie und Geschichte. Viele Intellektuelle und Künstler waren Gäste des Paares, darunter Hans Christian Andersen und Bertel Thorvaldsen. Es gibt eine dreibändige Ausgabe der Korrespondenz des Paares Ingemann mit Hans Christian Andersen.

### Ausbildung
Lucie Ingemann lernte Malerei von dem dänischen Blumenmaler Cladius Detlev Fritzsch. Es gibt auch Zeugnisse ihrer Malerei in Christoffer Wilhelm Eckersbergs Studio. Eckersberg lehrte sie Perspektive und Figurendarstellung. Nach einer Studienreise nach Deutschland, wo sie Nazarener traf, begann sie Altartafeln zu malen.

### Karriere
Lucie Ingemann malte einige Porträts und andere Themen, aber sie arbeitete hauptsächlich mit floralen Motiven, bis sie Mitte der 1820er Jahre religiöse Figuren bevorzugte. Sie stellte auf der Frühjahrsausstellung 1824 und 1826 in Charlottenlund aus, beide Male mit Blumenbildern. Das Ehepaar Ingemann teilte ein tiefgefühltes Interesse für Kunst und Religion, sodass auch in den Blumenbildern religiöse und mystische Themen gefunden werden können, inspiriert von der deutschen Romantik.
Ihre großen biblischen Kompositionen und Altartafeln entstanden vielleicht unter Beratung von Johann Ludwig Lund. Ingemanns umfangreiche Produktion von religiösen Werken ist heute fast verschwunden. Einige der Kirchen, denen eine ihrer Altartafeln geschenkt wurde, haben diese aufbewahrt.
Lucie Ingemann ist eine der wenigen bekannten Frauen des 19. Jahrhunderts, die sich der Malerei gewidmet haben. Sie spielte auch eine wichtige Rolle in der Familie, obwohl ihre Arbeiten wenig zu deren Einkommen beitrugen.

## Ausgestellte Werke

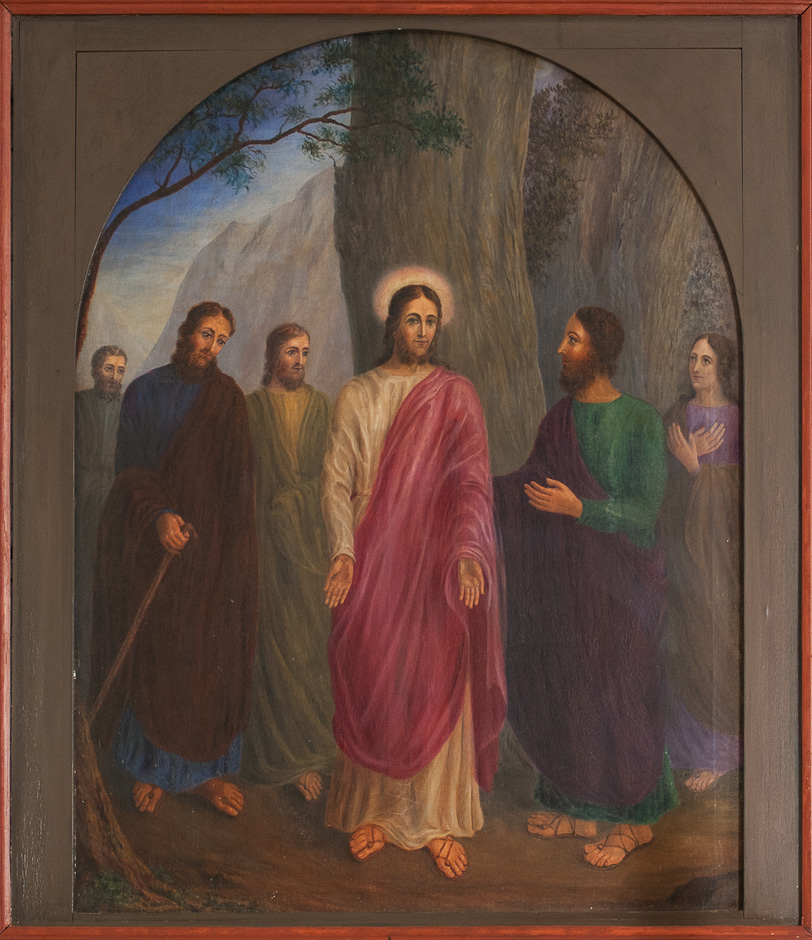
Seit 1961 ist das Gemälde Teil der Altartafel in Kirche Ørum

- Der auferstandene Christus, 1833 in der Kirche Alsted
- Die Bergpredigt, 1838 in der Kirche von Nykøbing Sjælland
- Der zum Himmel gefahrene Christus, 1850 in der Kirche Slangerup
- Jesus bei Kapernaum in der Kirche Ulsted
- Altartafel in der Kirche Give
- Altartafel in der Kirche Ørum